# Babacar Niasse (football)
Pour les articles homonymes, voir Niasse et Babacar Niasse.
Babacar Niasse, né le 20 décembre 1996 à Dakar, est un footballeur international mauritanien qui évolue au poste de gardien de but au DH El Jadida.

## Biographie

### Carrière en club
Né à Dakar au Sénégal, Babacar Niasse est formé par l'Aspire Academy au Qatar, avant de commencer sa carrière professionnelle en championnat de Belgique avec le KAS Eupen,,, club où il va totaliser 40 apparitions.
En aout 2019, il est transféré au CD Tondela qui joue alors en championnat du Portugal,, où il va s'imposer au fil des années.
En juillet 2023, il rejoint l'EA Guingamp qui évolue alors en Ligue 2, et où il est d'abord la doublure d'Enzo Basilio.

### Carrière en sélection
Niasse est international avec l'équipe du Sénégal des moins de 17 ans,.
En mars 2022, Niasse est convoqué pour la première fois avec l'équipe senior de Mauritanie,,, pays de son grand-père. Il honore sa première sélection le 26 mars 2022.
En janvier 2024, il est sélectionné pour prendre part à la CAN 2023, organisée en Côte d'Ivoire,.
La Mauritanie s'illustre lors de cette édition de la coupe continentale, remportant son premier match et se qualifiant pour la première fois pour les 8e de finale de la compétition africaine, après avoir battu 1-0 et éliminé l'Algérie de Riyad Mahrez et Ismaël Bennacer,. Plusieurs fois décisif dans les buts, Niasse est nommé homme du match de cette victoire historique.